# Дрептатя (1911 – 1912)
Вижте пояснителната страница за други значения на Дрептатя.
„Дрептатя“ (на арумънски: Dreptatea, в превод Право) е седмичен арумънски вестник, издаван в Солун, Османската империя от 2 януари 1911 до 22 септември 1912 година.
Подзаглавието му е „Седмичен арумънски лист, политически, литературен и търговски“ (frândză septămânală aromânească, politică, literară şi comercială). Заглавието е и на османски турски (с арабица) Улах газетаси. Собственик и директор е адвокат Ахиле Н. Пинета. Програмната статия показва патриотичната цел на публикацията:
| „ | …И просветлява арумънския народ, носейки му светлина, правда, а правдата носи обединение, желанията се сбъдват и правят една нация щастлива. | “ |

Текстовете са на лош арумънски език. Публикацията има важна роля за развитието на самосъзнанието на аромъните.